# Frasertown
Frasertown est un petit village du nord de la région de Hawke's Bay dans l’est de l’île du Nord de la Nouvelle-Zélande.

## Situation
Il est situé à l’intérieur par rapport à la localité de Wairoa, à la jonction de la route State Highway 38/SH38 (en), et de la route intérieur nommée ‘route de Tiniroto’, qui est l’ancienne SH36  allant vers la cité de Gisborne.
La route SH 38 conduit de la localité de Wai-O-Tapu via Murupara , à la localité de Te Urewera, au lac Waikaremoana et de Frasertown vers Wairoa.
Elle fournit une courte connexion, mais (en partie) non goudronnée, sinueuse et grimpant en direction du centre de l’île du Nord vers Rotorua.

## Possibilité de logement
Lake Road B&B (recommandé par Lonely Planet comme le fournisseur préféré de logement de Hawke's  Bay's) (Tel: (06) 838 6890) est situé à 23 km de Wairoa, sur la route du lac quand on approche du lac de Waikaremoana, et fournit des repas de gourmet Thai sur demande.